# Drapetsona
Drapetsona (grčki Δραπετσώνα) je jugozapadno predgrađe Atene, Grčka. Zaljev Drapetsona je nastavak Pirejske luke. Od centra Pireja je udaljeno oko 1.5 km, a od centra Atene oko 10 km.
Na ovom području su se nekada nalazila poljoprivredna zemljišta, na kojima su se uzgajale različite kulture. Urbanizacijom je u razdoblju između 1900. i 1940. većina ovoga područja prenamijenjena u rezdiencijalni dio. Zapadni i južni dio je otvoren kao nastavak pirejske luke polovinom 20. stoljeća, nakon višegodišnjih radova proširivanja. Uz obale južnog i zapadnog dijela se nalaze šume. 
U Drapetsoni se nalaze osnovne i srednje škole, banke, policijska stanica, pošta, nogometni klub druge lige i trgovi.

## Povijest
Prema Klistenovoj administrativnoj podjeli Drapetsona je tijekom antike bila dio atičke općine. 1805. je sagrađena prva crkva u Drapetsoni, crkva sv. Dionizija. 
U 1830tim je Drapetsona bila naseljena od strane bivših stanovnika grčkih otoka. Oni su oko crkve sv. Dionizija, u predjelu koji se nazivao Vourla, sagradili male četvrti.  
1834. godine pod uvjetom rekonstrukcije crkve dio Drapetsone je pridodan Pireju, kako bi se na njemu napravilo groblje. 1873. je zapadno od crkve sv. Dionizija otvoren veći broj bordela. 
Nakon grčko-turskog rata 1922. je došlo do zamjetnog povećanja populacije priljevom izbjeglih Grka koji su se naselili u barakama. Većina tih baraka je održavana sve do 1968. kada je sagrađeno izbjegličko naselje. 
Moderna općina Drapetsona je postalao autonomnom općinom 1950. odvojivši se od općine Pirej a godinu kasnije i od općine Keratsini. 

## Industrija
Od 19. stoljeća Drapetsona je postala jedna od najvažnijih industrijskih područja južne Atene. Od 1898. je na njezinom području sagrađeno nekoliko industrijskih postrojenja: Brodogradilište Vasileiadis, tvornica umjetnog gnojiva, tvornica gipsa, cemetara i tvornica petrolejskih proizvoda (Shell, Mobil, BP). Tijekom posljednjeg desetljeća većina tvornica i industrija je zatvoreno i preseljeno u druge dijelove.  

## Rekonstrukcijski planovi
Najveći plan predložen 2006. predlaže rekonstrukciju 2.6 km2 zapadnog i južnog dijela općine gdje bi se sagradio veliki pomorski centar s 2 marine za jahte i mega jahte, rezidencije, zabavne turističke te sportske sadržaje. 

## Vanjske poveznice
|  | Zajednički poslužitelj ima još gradiva o temi Drapetsona |

}
- Općina Drapetsona
- TEE Drapetsonas (na grčkom)
- Nacionalni statistički zavod  Arhivirana inačica izvorne stranice od 27. veljače 2011. (Wayback Machine)

- pogled na Drapetsonu iz luke
- ostaci nekadašnje industrije u Drapetsoni
- pogled na Drapetsonu iz luke Pirej
- luka Drapetsona u Pireju